# Conte Verde (1871)
«Конте Верде» (італ. Conte Verde) - броненосець Королівських військово-морських сил Італії  типу «Прінчіпе ді Каріньяно» другої половини 19-го століття. 

## Історія створення
Броненосець «Конте Верде» був закладений 2 березня 1863 року на верфі «Cantiere navale fratelli Orlando» в Ліворно. На відміну від однотипних «Прінчіпе ді Каріньяно» і «Мессіна», які розроблялись як дерев'яні парові фрегати, але в процесі будівництва були переобладнані в броненосці, «Конте Верде» зразу будувався як броненосець.
Спущений на воду 29 липня 1867 року, вступив у стрій у грудні 1871 року.
Свою назву (Зелений граф) отримав на честь графа Савойського Амадея VI на прізвисько «Зелений граф».

## Історія служби
Історія служби була досить коротка - лише 9 років. Це було зумовлено швидким розвитком броненосців у 2-й половині XIX століття, внаслідок чого кораблі швидко ставали застарілими. До того ж після поразки у битва біля Лісси італійський уряд зменшив бюджетні витрати на флот, екіпажі кораблів були частково демобілізовані, а кораблі більшу частину часу проводили в портах. 
«Конте Верде» разом з броненосцями «Рома» та «Анкона» був включений до складу 1 дивізіону броненосців. У 1873 році у складі італійської ескадри здійснив похід до Португалії, відвідавши її столицю Ліссабон.
У 1880 році корабель був виключений зі складу флоту, але розібраний лише у 1898 році.